# 博士と助手高生
『博士と助手高生』（はかせとじょしゅこうせい）は、若狭たけしによる日本の漫画作品。『週刊コミックバンチ』（新潮社）にて2008年13号から連載された。

## 登場人物
ネオン
ハカセの助手の女子高生。高2。
ハカセ
怪しげな発明をする博士。
森本
ネオンのクラスメート。博士達のモルモット役であだ名はモルモッテュー。